# Soaked
Soaked est une chanson du groupe britannique Muse sorti le 28 octobre 2009 en tant que chanson supplémentaire à l'album The Resistance paru en septembre 2009. Elle a cependant été enregistrée en 2006 avec l'album Black Holes and Revelations mais n'avait jamais été diffusée. Seule une démo est connue à ce jour. La chanson a été donnée à Adam Lambert qui en interprète la version officielle studio sur l'album For Your Entertainment paru en 2009.